# المتحف العلمي التربوي
المتحف العلمي التربوي هو المتحف العلمي الرئيسي في الكويت، وقد تأسس في 6 فبراير 1972، ويهدف المتحف الذي يقع في منطقة المرقاب بمدينة الكويت إلى تثقيف العامة في ما يختص بأمور العلوم والتاريخ من خلال المعارض المختلفة خاصة انه أنشئ في وقت لم يكن هناك الكثير من الاهتمام بمثل هذه الجوانب العلمية والتربوية، يُعتبر المتحف العلمي التربوي من أقدم المتاحف الموجودة في مدينة الكويت.

## التاريخ
تأسس المتحف عام 1972 على يد العالم الفلسطيني زهير الكرمي. ويستكشف المتحف التقدم التكنولوجي والعلمي في البلاد، وويحتوي على التحف والمظاهرات لصناعة النفط في الكويت. ويعتبر المتحف عضو في المجلس الدولي للمتاحف.
ويضم المتحف الأقسام التالية:
- قسم التاريخ الطبيعي.
- قسم علوم الفضاء.
- القبة السماوية.
- قسم الإلكترونيات والآلات.
- قسم علم الحيوان.
- قسم الطيران.
- القاعة الصحية.